# Шатонёф-де-Шабр
Шатонёф-де-Шабр (фр. Châteauneuf-de-Chabre, окс. Chasteunòu de Chabra) — коммуна во Франции, находится в регионе Прованс — Альпы — Лазурный Берег. Департамент коммуны — Верхние Альпы. Входит в состав кантона Рибьер. Округ коммуны — Гап.
Код INSEE коммуны — 05034.

## Население
Население коммуны на 2008 год составляло 305 человек.
| 1962 | 1968 | 1975 | 1982 | 1990 | 1999 | 2008 |
| ---- | ---- | ---- | ---- | ---- | ---- | ---- |
| 121  | 125  | 158  | 214  | 238  | 259  | 305  |

## Экономика
В 2007 году среди 186 человек в трудоспособном возрасте (15—64 лет) 141 были экономически активными, 45 — неактивными (показатель активности — 75,8 %, в 1999 году было 71,3 %). Из 141 активных работали 133 человека (68 мужчин и 65 женщин), безработных было 8 (5 мужчин и 3 женщины). Среди 45 неактивных 4 человека были учениками или студентами, 26 — пенсионерами, 15 были неактивными по другим причинам.

## Достопримечательности
- Средневековый мост (XIV—XV века), исторический памятник с 18 декабря 1981 года.